# Argyra arrogans
Argyra arrogans är en tvåvingeart som beskrevs av Sadao Takagi 1960. Argyra arrogans ingår i släktet Argyra och familjen styltflugor. Inga underarter finns listade i Catalogue of Life.